# Puchar Ameryki Południowej w narciarstwie alpejskim kobiet 2019
Puchar Ameryki Południowej w narciarstwie alpejskim kobiet w sezonie 2019 rozgrywane pod patronatem Międzynarodowej Federacji Narciarskiej (FIS) w lecie 2019 roku. Pierwsze zawody odbyły się 5 sierpnia w argentyńskim Cerro Catedral. Ostatnie zawody tej edycji zostały rozegrane 5 października 2019 roku w chilijskim ośrodku narciarskim Corralco.
Triumfu w klasyfikacji generalnej z poprzedniego sezonu broniła Argentynka Macarena Simari Birkner.

## Podium zawodów
| Lp. | Data                | Miejscowość    | Konkurencja | 1. Miejsce              | 2. Miejsce                 | 3. Miejsce                 |
| --- | ------------------- | -------------- | ----------- | ----------------------- | -------------------------- | -------------------------- |
| 1.  | 5 sierpnia 2019     | Cerro Catedral | Gigant      | Mialitiana Clerc        | Maria Belen Simari Birkner | Mia Saglia                 |
| 2.  | 8 sierpnia 2019     | Cerro Catedral | Slalom      | Mialitiana Clerc        | Macarena Simari Birkner    | Jelena Jakowiszina         |
| 3.  | 12 sierpnia 2019    | El Bolson      | Slalom      | Mialitiana Clerc        | Jana Suau                  | Macarena Simari Birkner    |
| 4.  | 15 sierpnia 2019    | Chapelco       | Gigant      | Jelena Jakowiszina      | Jana Suau                  | Samantha McClellan         |
| 5.  | 12 września 2019    | El Colorado    | Zjazd       | Odwołano                | Odwołano                   | Odwołano                   |
| 6.  | 17 września 2019    | Cerro Castor   | Slalom      | Doriane Escane          | Roberta Midali             | Nicole Good                |
| 7.  | 18 września 2019    | Cerro Castor   | Gigant      | Lindy Etzensperger      | Roberta Midali             | Riikka Honkanen            |
| 8.  | 25 września 2019    | Antillanca     | Gigant      | Sarah Schleper          | Mialitiana Clerc           | Jelena Jakowiszina         |
| 9.  | 27 września 2019    | Antillanca     | Slalom      | Macarena Simari Birkner | Maria Belen Simari Birkner | Mialitiana Clerc           |
| 10. | 28 września 2019    | Antillanca     | Supergigant | Odwołano                | Odwołano                   | Odwołano                   |
| 11. | 3 października 2019 | Corralco       | Zjazd       | Jelena Jakowiszina      | Mialitiana Clerc           | Macarena Simari Birkner    |
| 12. | 4 października 2019 | Corralco       | Kombinacja  | Jelena Jakowiszina      | Mialitiana Clerc           | Macarena Simari Birkner    |
| 13. | 4 października 2019 | Corralco       | Zjazd       | Jelena Jakowiszina      | Macarena Simari Birkner    | Mialitiana Clerc           |
| 14. | 4 października 2019 | Corralco       | Zjazd       | Jelena Jakowiszina      | Macarena Simari Birkner    | Maria Belen Simari Birkner |
| 15. | 5 października 2019 | Corralco       | Kombinacja  | Jelena Jakowiszina      | Macarena Simari Birkner    | Mialitiana Clerc           |
| 16. | 5 października 2019 | Corralco       | Supergigant | Jelena Jakowiszina      | Macarena Simari Birkner    | Mialitiana Clerc           |
| 17. | 5 października 2019 | Corralco       | Supergigant | Jelena Jakowiszina      | Macarena Simari Birkner    | Mialitiana Clerc           |

## Klasyfikacje
| Lp. | Zawodniczka                | Punkty |
| --- | -------------------------- | ------ |
| 1.  | Jelena Jakowiszina         | 1194   |
| 2.  | Mialitiana Clerc           | 1014   |
| 3.  | Macarena Simari Birkner    | 986    |
| 4.  | Maria Belen Simari Birkner | 759    |
| 5.  | Angelica Simari Birkner    | 485    |
| 6.  | Jana Suau                  | 236    |
| 7.  | Mia Saglia                 | 184    |
| 8.  | Roberta Midali             | 160    |
| 9.  | Meagan Olsen               | 110    |
| 10. | Mijal Frenkel              | 103    |

| Lp. | Zawodniczka                | Punkty |
| --- | -------------------------- | ------ |
| 1.  | Jelena Jakowiszina         | 300    |
| 2.  | Macarena Simari Birkner    | 220    |
| 3.  | Mialitiana Clerc           | 190    |
| 4.  | Maria Belen Simari Birkner | 150    |
| 5.  | Angelica Simari Birkner    | 145    |

| Lp. | Zawodniczka                | Punkty |
| --- | -------------------------- | ------ |
| 1.  | Jelena Jakowiszina         | 300    |
| 2.  | Macarena Simari Birkner    | 240    |
| 3.  | Mialitiana Clerc           | 180    |
| 4.  | Maria Belen Simari Birkner | 150    |
| 5.  | Angelica Simari Birkner    | 135    |

| Lp. | Zawodniczka                | Punkty |
| --- | -------------------------- | ------ |
| 1.  | Jelena Jakowiszina         | 200    |
| 2.  | Mialitiana Clerc           | 140    |
| 2.  | Macarena Simari Birkner    | 140    |
| 4.  | Maria Belen Simari Birkner | 100    |
| 5.  | Angelica Simari Birkner    | 90     |

| Lp. | Zawodniczka                | Punkty |
| --- | -------------------------- | ------ |
| 1.  | Jelena Jakowiszina         | 230    |
| 2.  | Mialitiana Clerc           | 224    |
| 3.  | Maria Belen Simari Birkner | 170    |
| 4.  | Macarena Simari Birkner    | 130    |
| 5.  | Jana Suau                  | 116    |
| 6.  | Esperanza Pereyra Iraola   | 102    |
| 7.  | Sarah Schleper             | 100    |
| 8.  | Lindy Etzensperger         | 100    |
| 9.  | Mia Saglia                 | 89     |
| 10. | Roberta Midali             | 80     |

| Lp. | Zawodniczka                | Punkty |
| --- | -------------------------- | ------ |
| 1.  | Mialitiana Clerc           | 280    |
| 2.  | Macarena Simari Birkner    | 256    |
| 3.  | Maria Belen Simari Birkner | 189    |
| 4.  | Jelena Jakowiszina         | 164    |
| 5.  | Jana Suau                  | 120    |
| 6.  | Doriane Escane             | 100    |
| 7.  | Mia Saglia                 | 95     |
| 8.  | Roberta Midali             | 80     |
| 9.  | Sofia Saint Antonin        | 77     |
| 10. | Emilia Aramburo            | 65     |